# Nieśmiertelny (film)
Nieśmiertelny (ang. Highlander) – film fantasy produkcji amerykańsko-brytyjskiej z 1986 roku, z Christopherem Lambertem i Seanem Connerym w rolach głównych. Film opowiada historię górala ze Szkocji, który został obdarzony nieśmiertelnością. Muzykę do filmu nagrał zespół Queen. Zdjęcia zostały zrealizowane m.in. w okolicach zamku Eilean Donan, w dolinie Glen Nevis w Glenfinnan i okolicach Mallaig.

## Fabuła
Connor MacLeod urodził się w 1518 roku w Szkocji, jako nieśmiertelny. Podczas bitwy z wrogim klanem zostaje śmiertelnie ugodzony przez Kurgana. Jednakże MacLeod nie umarł, a przerażeni członkowie klanu skazali go na banicję. Wędrując po górach napotkał Ramireza, który również był nieśmiertelny. Ramirez przekazał Connorowi swą wiedzę o toczącej się walce między nieśmiertelnymi.

## Ścieżka dźwiękowa
Ścieżkę dźwiękową do filmu skomponował amerykański kompozytor Michael Kamen. Jednakże w filmie zostały również wykorzystane utwory brytyjskiej grupy rockowej Queen. Były to utwory: „A Kind Of Magic”, „Who Wants to Live Forever”, „One Year of Love”, „Gimme the Prize”, „A Dozen Red Roses For My Darling”, „Hammer to Fall” i „Princes of the Universe” (ten ostatni został użyty również w serialu telewizyjnym Nieśmiertelny). Wszystkie utwory Queen zostały napisane specjalnie dla obrazu (z wyjątkiem „Hammer to Fall”, album The Works, 1984), tak aby pasowały do sekwencji filmowych. Większość kompozycji grupy ukazała się w 1986 roku na albumie A Kind of Magic.

## Obsada
| - Christopher Lambert – Connor MacLeod / Russell Nash - Roxanne Hart – Brenda Wyatt - Clancy Brown – Kurgan / Victor Kruger - Sean Connery – Juan Ramírez - Beatie Edney – Heather - Alan North – porucznik Frank Moran - Sheila Gish – Rachel Ellenstein - Hugh Quarshie – Sunda Kastagir - Christopher Malcolm – Kirk Matunas - Billy Hartman – Dugal MacLeod - Jon Polito – detektyw Walter Bedsoe - Buckley Norris – wykolejeniec - Peter Diamond – Aman Fasil - John Cassady – Kenny - Peter Banks – ksiądz - Celia Imrie – Kate MacLeod - Ian Reddington – Bassett - Corrinne Russell – Candy - Ian Tyler – laborant - Alistair Findlay – komisarz Murdoch - Anthony Fusco – barman | - Edward Wiley – Garfield - Prince Howell – pijak w hotelu - Michael Seitz – profesjonalny zapaśnik - James McKenna – ojciec Raineya - Frank Dux – staruszek w samochodzie - Buddy Roberts – profesjonalny zapaśnik - Helena Stevens – stara kobieta w samochodzie - Anthony Mannino – wrzaskliwy pijak - Terry Gordy – profesjonalny zapaśnik - Greg Gagne – on sam - Ted Maynard – dziennikarz - Sam Fatu – profesjonalny zapaśnik - Louis Guss – gazeciarz - Ron Berglas – Erik Powell - Jim Brunzell – on sam - Gordon Sterne – doktor Willis Kenderly - Damien Leake – Tony, sprzedawca hot-dogów - Sion Tudor Owen – Hotchkiss - James Cosmo – Angus MacLeod |